# غز صالح السفلي (حسين أباد كرمان)
غز صالح السفلی (بالفارسية: گزصالح سفلی) هي قرية تقع في إيران في Hoseynabad Rural District. يقدر عدد سكانها بـ 380 نسمة بحسب إحصاء 2016.